# Auto & Technik Museum Sinsheim

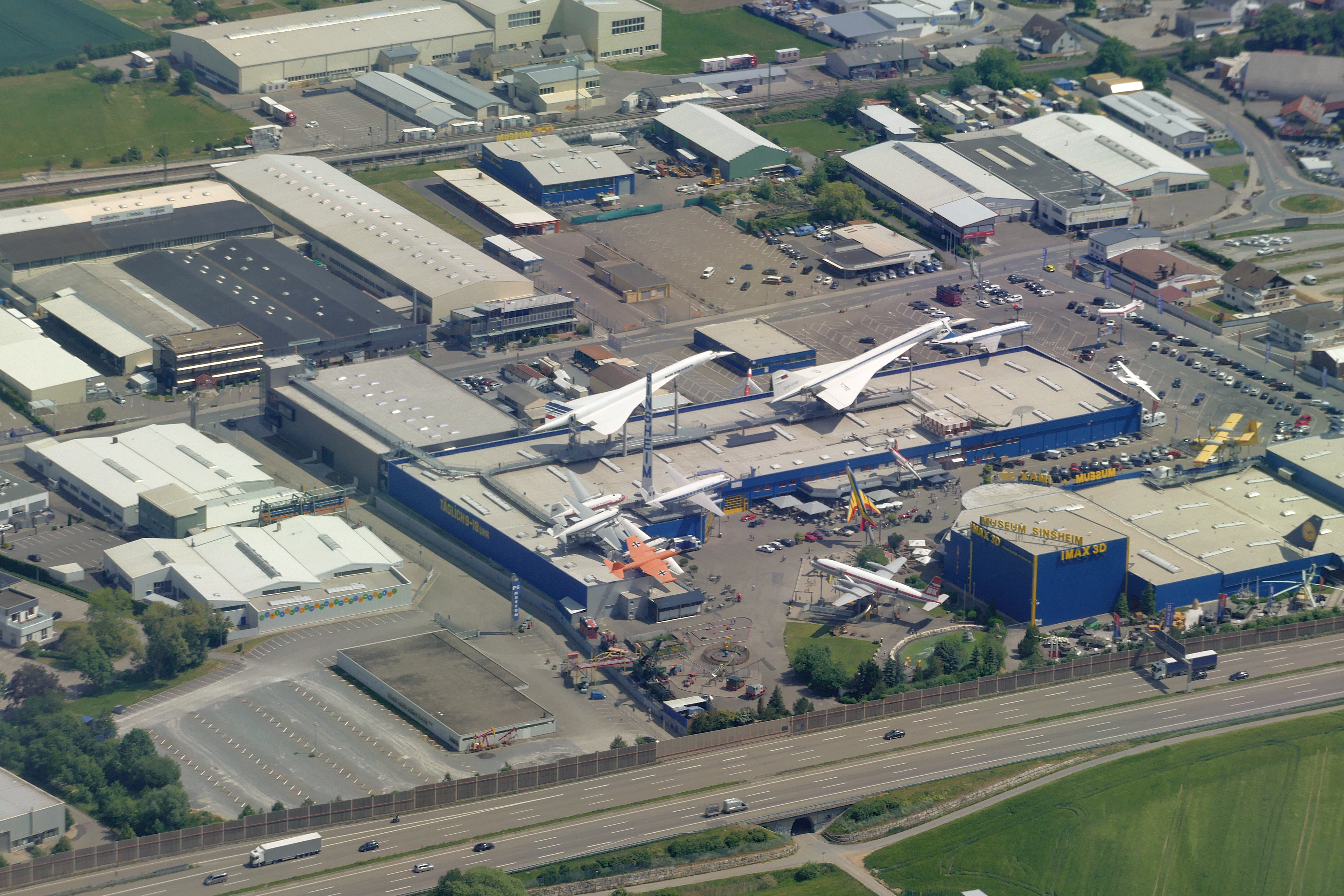
Flygfoto över museet.

Auto & Technik Museum Sinsheim är ett tyskt fordons- och  teknikmuseum beläget i Sinsheim, Baden-Württemberg.
Auto & Technik Museum Sinsheim är Europas största privatägda museum. I samlingarna ingår bland annat veteranfordon, racerbilar, civila och militära flygplan, lokomotiv och militaria.

## Utställningsföremål (urval)

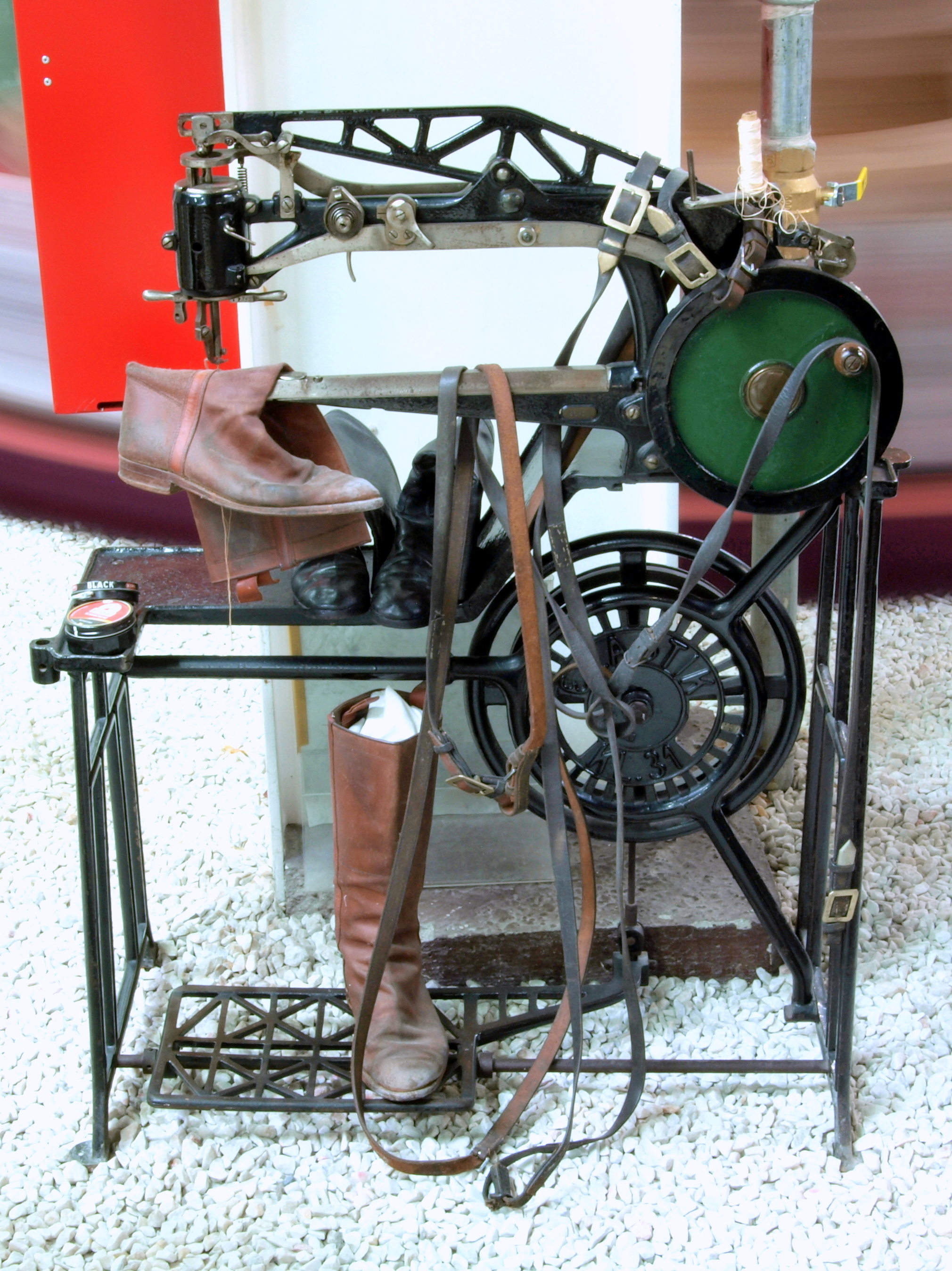
Symaskin för skotillverkning.
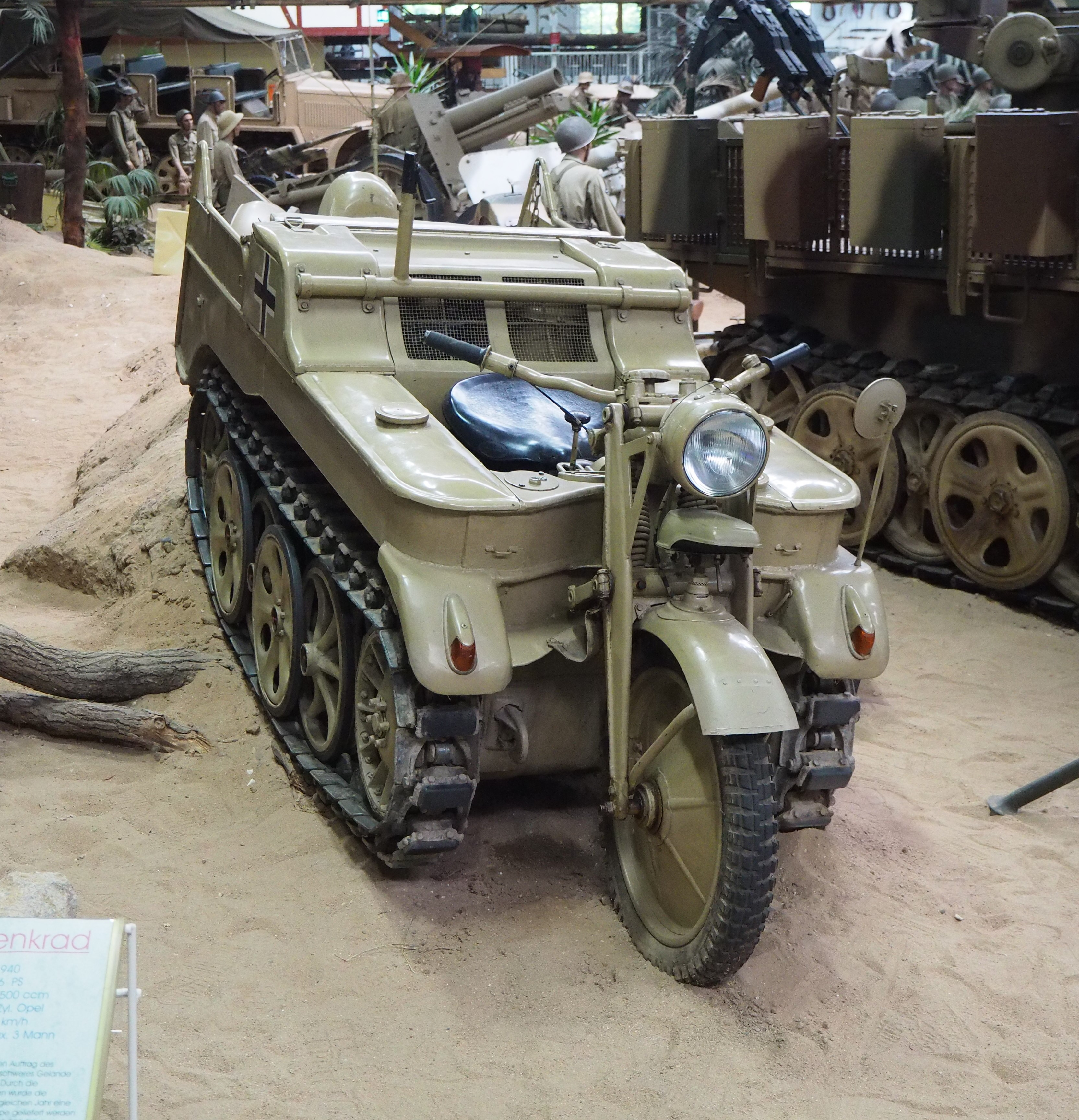
NSU Kettenkrad 1940.
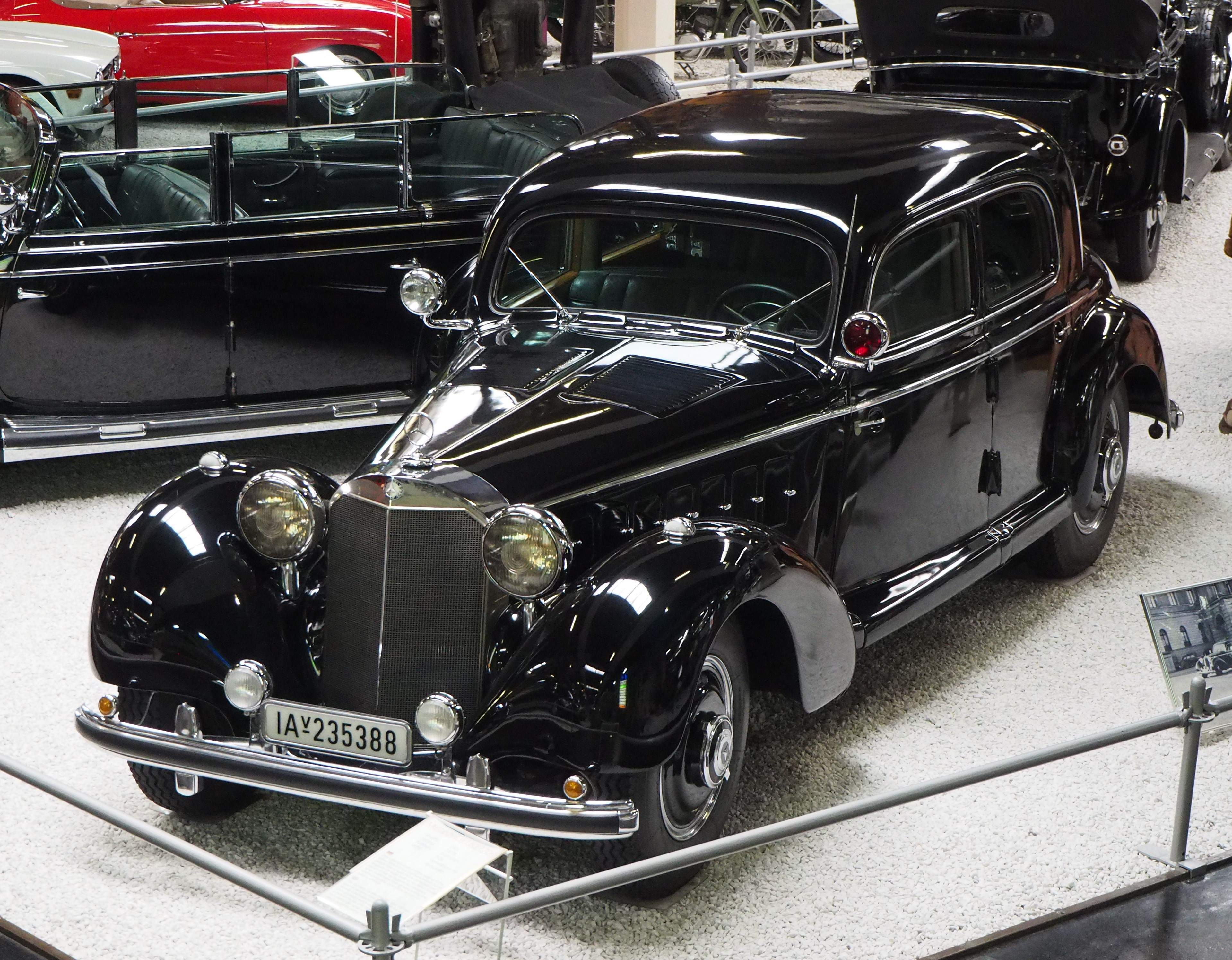
Mercedes-Benz 770 1943.
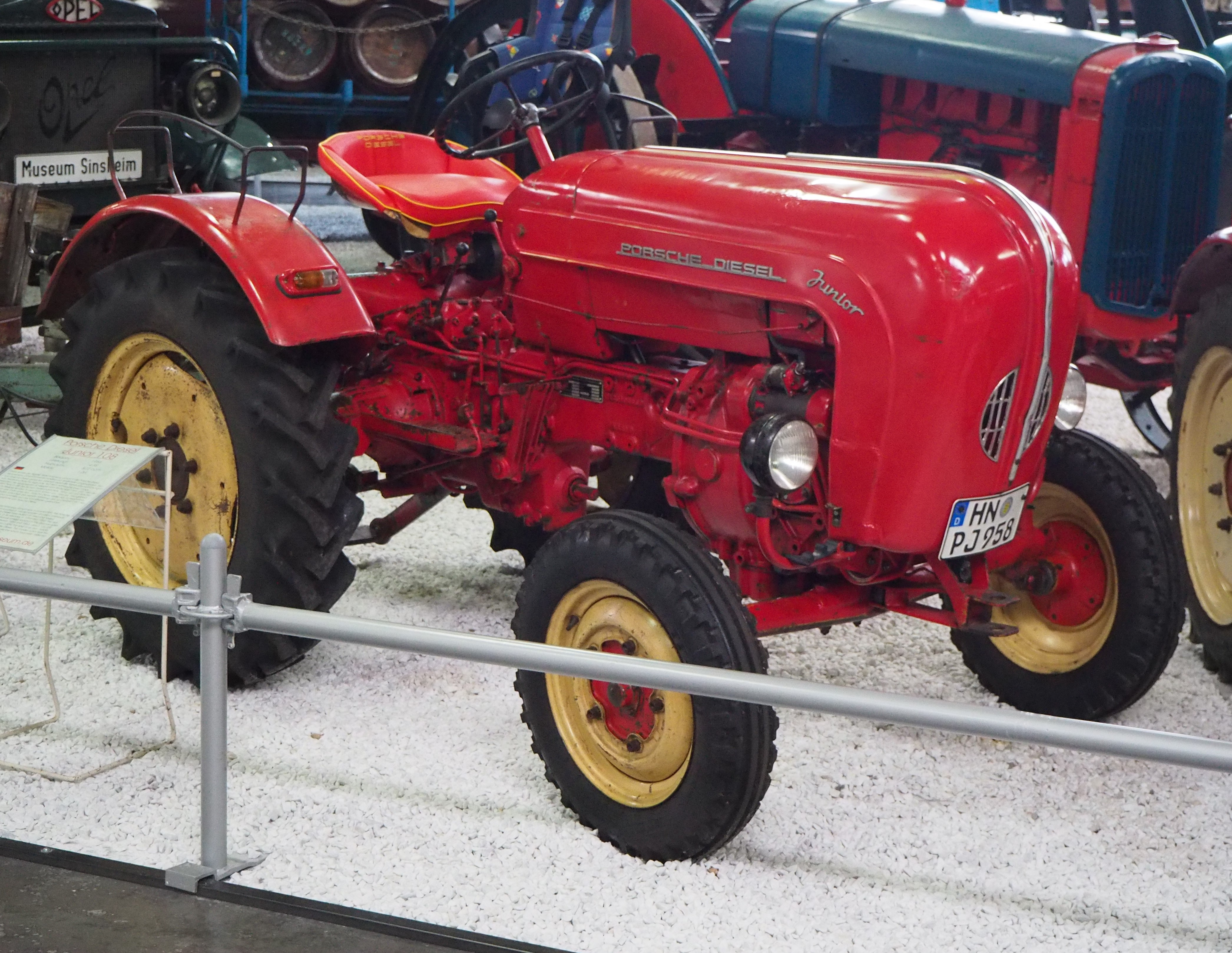
Porsche Diesel Junior traktor.
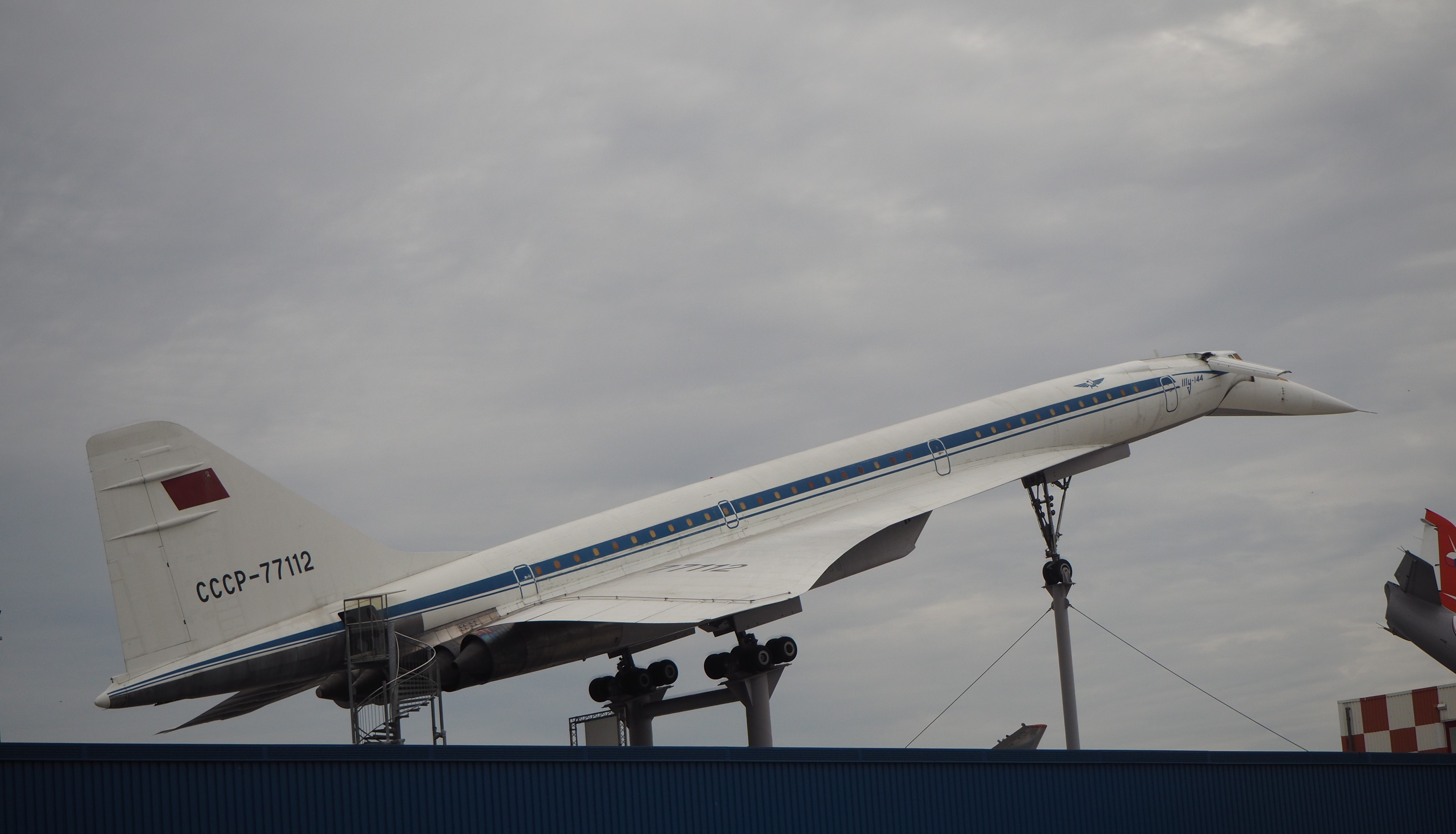
Tupolev Tu-144, sovjetiskt överljudsflygplan.